# 13 ذو الحجة
- السبت
- الأحد
- الاثنين
- الثلاثاء
- الأربعاء
- الخميس
- الجمعة

- 2624 مايو 2025
- 2725 مايو 2025
- 2826 مايو 2025
- 2927 مايو 2025
- 128 مايو 2025
- 229 مايو 2025
- 330 مايو 2025
- 431 مايو 2025
- 51 يونيو 2025
- 62 يونيو 2025
- 73 يونيو 2025
- 84 يونيو 2025
- 95 يونيو 2025
- 106 يونيو 2025
- 117 يونيو 2025
- 128 يونيو 2025
- 139 يونيو 2025
- 1410 يونيو 2025
- 1511 يونيو 2025
- 1612 يونيو 2025
- 1713 يونيو 2025
- 1814 يونيو 2025
- 1915 يونيو 2025
- 2016 يونيو 2025
- 2117 يونيو 2025
- 2218 يونيو 2025
- 2319 يونيو 2025
- 2420 يونيو 2025
- 2521 يونيو 2025
- 2622 يونيو 2025
- 2723 يونيو 2025
- 2824 يونيو 2025
- 2925 يونيو 2025
- 126 يونيو 2025
- 227 يونيو 2025

13 ذو الحجَّة أو 13 ذو الحجَّة الحرام أو يوم 13 \ 12 (اليوم الثالث عشر من الشهر الثاني عشر) هو اليوم الثامن والثلاثون بعد الثلاثمائة (338) من أيَّام السنة (أو التاسع والثلاثون بعد الثلاثمائة لو كان شهر رمضان مُتممًا لليوم الثلاثين أو الأربعون بعد الثلاثمائة لو أتم كلًا من صفر وربيع الآخر وجمادى الآخرة وشعبان ورمضان ثلاثين يومًا) وفق التقويم الهجري القمري (العربي). يبقى بعده 16 أو 17 يومًا لانتهاء السنة.

## أحداث
- 132هـ - مقتل مروان بن محمد بن مروان بن الحكم آخر خلفاء الدولة الأموية. بذل جهدًا خارقًا في المحافظة على دولته، والقضاء على الفتن والثورات، ولكنه لم ينجح -على قدرته وكفاءته- في وقوف زحف العباسيين من خراسان، فنجحوا في القضاء عليه وإقامة دولتهم.
- 1332هـ - قيام الحرب بين الدولة العثمانية والإمبراطورية الروسية خلال الحرب العالمية الأولى.
- 1411هـ - التتار المسلمون في القرم -الواقعة في أوكرانيا- يعقدون مؤتمرهم الأول بعد انهيار الاتحاد السوفيتي، ويقرون تأسيس المجلس الأعلى لتتار القرم كممثل للشعب التتري، وينتخبون المناضل «مصطفى جميل» رئيسًا للمجلس.
- 1424هـ - اطلاق موقع شبكة التواصل الإجتماعي فيس بوك.
- 1438هـ -
  - فيضاناتٌ موسميَّة تتسبب بِمقتل قرابة 1,300 شخص في كُلٍ من الهند وباكستان والنيبال وبنغلاديش.
  - المنظمة الإسلامية للتربية والعلوم والثقافة تُصدرُ بيانًا تُطالب فيه لجنة جائزة نوبل بِسحب جائزتها للسلام من رئيسة وزراء ماينمار أون سان سو تشي بعد اتهامها بدعم المجازر ضد المسلمين في بلادها.
- 1445 هـ - وفاة أكثر من 1000 شخص خلال موسم الحج بسبب موجة الحرارة المرتفعة التي وصلت إلى 51 درجة مئوية في المسجد الحرام، وهو أكبر عدد وفيات منذ حادثة التدافع قبل تسع سنوات.

## مواليد
- 370هـ - أبو القاسم المغربي، أديب لغوي، وكاتب شاعر، ووزير.
- 1306هـ - إبراهيم المازني، كاتب وأديب مصري.
- 1328هـ - علوية جميل، ممثلة مصرية.
- 1341هـ - محمد حمدي النشار، وزير مالية مصري سابق والرئيس الرابع لجامعة أسيوط.
- 1356هـ - أحمد الصالح، ممثل كويتي.
- 1365هـ - حسن شحاتة، متشيع مصري.
- 1386هـ - ميسرة، ممثلة مصرية.
- 1395هـ - سامح حسين، ممثل مصري.
- 1400هـ - فاطمة الطباخ، مذيعة وممثلة كويتية.

## وفيات
- 132هـ - مروان بن محمد الأموي، آخر الخلفاء الأمويين في دمشق.
- 841هـ - سيف الدين برسباي، السلطان الثاني والثلاثون في سلسلة سلاطين دولة المماليك في مصر والشام.
- 1338ه‍ـ - محمد حامد السقاف، فقيه شافعي حضرمي يمني.
- 1358 هـ - سلامة حسن الراضي، صوفي وكاتب وشاعر مصري
- 1389هـ - آغا بزرك الطهراني، عالم وفقيه ومؤرِّخ شيعي إيراني.
- 1405 هـ - غلام رضا روحاني، شاعر إيراني.
- 1429هـ - عبد العزيز الزغلامي، عالم مسلم تونسي.
- 1431هـ - عبد العزيز الدوري، مؤرخ عراقي.
- 1432هـ - منصور المنصور، ممثل ومخرج كويتي.
- 1437هـ - وجدان النقيب، شاعرة عراقية.

## مناسبات
- رابع أيام عيد الأضحى عند المسلمين، وهو ثالث أيام التشريق ورابع أيام النحر.

## وصلات خارجية
- موقع قصة الإسلام: حدث في شهر ذو الحجَّة.